# معركة بيكولا
 معركة بيكولا  هي أول معارك سكيبيو الإفريقي الرئيسية بعد أن تولى قيادة القوات الرومانية في شبه الجزيرة الأيبيرية خلال الحرب البونيقية الثانية، والتي أسفرت عن هزيمة الجيش القرطاجي بقيادة صدربعل برقا ومغادرته لأيبيريا.

## التحضير للمعركة
بعد هجوم سكيبيو المفاجئ واستيلائه على قرطاجنة الجديدة، كانت الجيوش القرطاجية الثلاثة في أيبيريا متباعدة، كما كان التنسيق بينهم ضعيفا، بالتالي إعطوا الرومان فرصة للتعامل معهم واحداً تلو الآخر.
في أوائل عام 208 ق.م، هاجم سكيبيو صدربعل برقا في معسكره الشتوي في بيكولا، قرب منابع نهر بيتس (الوادي الكبير في يومنا هذا). نقل صدربعل معسكره على هضبة عالية وعميقة في بيكولا، التي تحميها الوديان على الجناحين والنهر إلى الأمام والخلف. وعلاوة على ذلك كانت الهضبة من مستويين، فجعل صدربعل قوات المشاة الخفيفة في المستوي المنخفض ومن ورائهم معسكره الرئيسي.
بعد وصوله، في البداية لم يكن سكيبيو يدري ماذا سيفعل في هذا الموقف الصعب. ولكن قلقه من أن يهاجمه الجيشين القرطاجيين الآخرين إذا تقاعس، جعله يقاتل في اليوم الثالث.

## المعركة
قبل أن يبدأ سكيبيو هجومه الرئيسي، أرسل مجموعة من جنوده لغلق مدخل الوادي الذي يفصل بين الجيشين، ومجموعة أخرى إلى الطريق المؤدي شمالاً إلى بيكولا، وبالتالي يوفر الأمن لقواته الرئيسية، ويمنع القرطاجيين من الانسحاب.
في البداية أرسل مشاته الخفيفة لمواجهة نظرائهم القرطاجيين في المستوى الأول من الهضبة. واجه الرومان صعوبة كبيرة نتيجة الانحدار الحاد، ووابل الصخور الذي ألقي عليهم. استطاع سكيبيو بعد ذلك تطبيق تكتيك الكماشة عندما هاجم بنفسه مع مجموعة مشاته الثقيلة على الجناح الأيسر لجيش القرطاجين، في الوقت الذي قاد فيه جايوس لايلوس مجموعة أخرى لمهاجمة ميمنة العدو.
في الوقت نفسه، كان صدربعل ما زال معتقداً أن الهجوم الروماني كان مجرد مناوشة (كا سكيبيو قد أخفى جيشه الرئيسي في معسكره حتى الهجوم النهائي)، لذا لم يوزع قواته الرئيسية بشكل صحيح، وبالتالي وقع جيشه تحت هجوم روماني من ثلاثة جوانب.
وعلى الرغم من الحصار، كان صدربعل قادراً على الانسحاب مع فيلته وأمتعة ومعظم جنود مشاته الثقيلة. ويبدو أن خسائره في المعركة الرئيسية، كانت معظم قوات مشاته الخفيفة وحلفائه الأيبيريين. ويعزى ذلك إلى تفضيل الفيالق الرومانية نهب المعسكر القرطاجي، بدلا من مطاردة قوات صدربعل.

## النتائج
بعد المعركة، قاد صدربعل برقا جيشه خلف جبال البرانس عبر بلاد الغال، وبعد ذلك إلى إيطاليا في محاولته المشؤومة للانضمام إلى شقيقه حنبعل.
وانتقد العديد من المؤرخين سكيبيو لسماحه لصدربعل بالهروب من شبه الجزيرة الأيبيرية. ولكن البعض يلتمس له العذر لخوفه من أن يترك خلفه جيشين قرطاجيين، فيتعرض لخطر كارثة أخرى مثل معركة بحيرة تراسمانيا. بدلا من ذلك، انسحب سكيبيو مع جيشه إلى طركونة، وتمكن من تأمين تحالفات مع معظم القبائل الإيبيرية، التي تحالفت مع الرومان بعد سقوط قرطاجنة الجديدة وبعد معركة بيكولا.
وفي غضون ذلك، وصلت تعزيزات قرطاجية إلى شبه الجزيرة الأيبيرية خلال فصل الشتاء، والتي ستبدأ بعد فترة قصيرة محاولة أخيرة لاستعادة خسائرهم.